# Tropobracon luteus
Tropobracon luteus är en stekelart som beskrevs av Cameron 1905. Tropobracon luteus ingår i släktet Tropobracon och familjen bracksteklar. Inga underarter finns listade i Catalogue of Life.